# 精華高等学校
精華高等学校（せいかこうとうがっこう）は、大阪府堺市中区辻之にある私立の高等学校。

## コース・詳細
普通科を設置し、入学時にはニュースタンダード（NS）コース、スーパーグローカル（SG）コース、スポーツ&アート（SA）コース、i-Tech（IT）、環境福祉（EW）コースの5コースに分かれて募集する（ただし、SAコースとEWコースは専願のみ。）新コースとして令和６年よりフリーアカデミー(FA)コース(専願)が新設される。
1926年に開校した。長らく大阪市阿倍野区晴明通に校舎があったが、1996年に現在地の泉北学舎に完全統合している。長年女子校として運営されてきたが、1998年には男女共学を実施した。

## 歴史
1926年に精華実践女学校として、現在の大阪市港区に設立された。3年後の1929年には、現在の大阪市阿倍野区晴明通に移転している。1943年には高等女学校に改編され、精華高等女学校に改称した。
1948年には学制改革に伴い、新制高等学校の精華技芸高等学校に改称した。さらに翌1949年には、精華女子高等学校に改称している。
1983年に現在地に泉北学舎を開設した。1996年には従来の阿倍野の校舎を泉北学舎に移転統合し、現在地で精華高等学校となっている。

### 年表
- 1926年 - 財団法人精華学園・精華実践女子校を設立。
- 1929年 - 大阪市港区から阿倍野区に移転。
- 1943年 - 精華高等女学校に改称。
- 1949年 - 学校法人となり、精華女子高等学校に改称。
- 1969年 - 堺研修所合宿寮(現研修館)を設置。
- 1983年 - 堺市中区辻之に泉北学舎を開校。
- 1996年 - 阿倍野学舎は泉北学舎に移転・統合「精華高等学校」と改称。
- 1998年 - 男子生徒の募集を開始し、共学校となる。
- 2001年 - 前期・後期の2学期制を導入。二年生からのコース選択制導入に伴い情報国際・環境福祉・特進文理コースを設置。
- 2002年 - 精華学園フィールドセンター開設。
- 2005年 - 二年生からスポーツ健康コースを設置。第二研修館が完成。
- 2007年 - 特進選抜コースを設置。
- 2008年 - 特進文理コースを特進総合コースに改称。
- 2010年 - 西広場開設。
- 2013年 - 情報国際コースをIT総合コースに改称。
- 2021年 - 全館に高速無線LAN環境を整備。
- 2022年 - 新コース制度開始に伴い三学期制へ変更　又、導入
- 2026年 - 創立100周年を迎える。

## 部活動・実績・戦績
『特別強化クラブ』　
- 精華高校吹奏楽部
  - 2022年度
    - 大阪府吹奏楽コンクール「金賞」
    - 全日本高等学校吹奏楽大会in横浜「連盟理事長賞」
    - シンフォニックジャズ＆ポップスコンテスト全国大会「金賞」

  - 2023年度
    - 第五十回神戸まつり出演
    - 大阪府吹奏楽コンクール南地区大会「金賞・代表」
    - 大阪府吹奏楽コンクール大阪府大会「金賞・代表」
    - 関西吹奏楽コンクール全国大会予選「銀賞」などその他多数

『強化指定クラブ』
- 演劇部
  - 2012/2021年春季全国高等学校演劇研究大会出場　など
- サッカー部
  - 令和四年春季高校サッカー大会三回戦出場　
  - 高円宮杯U－18サッカーリーグ4部・南大阪ブロック上位リーグ2位
  - 堺種目別大会ベスト4　など
- 卓球部
  - 近畿大会・全国大会出場など
- 硬式野球部
  - 令和三年秋季仁徳杯野球大会優勝　春季大会ベスト16　など
- 剣道部
  - 令和元年近畿高等学校剣道大会出場
  - 令和三年大阪新人大会個人3位
  - 令和五年大阪私学剣道大会3位
- 女子バスケットボール部
  - 令和二年ウインターカップ予選第四回戦出場　
  - 令和三年インターハイ予選第四回戦出場　新人戦南地区大会ベスト8(府下32)
  - ウインターカップ予選三回戦出場　新人戦南地区大会二回戦出場
  - 令和四年新人戦南地区大会予選二回戦出場　など

『強豪』
- ダンス部(Allure)
  - 2022年
    - NHCハイスクールダンスフェスティバルダンス部門二位・総合優勝
    - マイナビHIGHSCOOLDANCECOMPETITION2023スモール部門二位
    - マイナビ　　　※中略　　　オンラインコンテストスモール部門優勝　など

『その他部活動』　
- ラグビー部
  - 公式戦予選リーグ同率一位　など
- 男子バスケットボール部
  - インターハイ予選三回戦出場　など
- 女子バレーボール部
  - 春季大会4部二位　など
- 男子バレーボール部
  - 戦績　不明
- 硬式テニス部
  - 第四学区テニス大会シングルスの部優勝・団体の部優勝
  - 令和五年大阪総体団体ベスト16　など
- 陸上競技部
  - 近畿大会10回出場　大阪総体200m・400m準決勝進出
  - 大阪総体4×100mR・4×400mR準決勝進出　など
- 手芸部
- e-スポーツ部
- イラスト部
- 写真部
- 歴史文化部
- ボランティア部
- 美術部
  - 高校生国際美術展出品　大原学園イラスト出品　河原学園イラスト出品
  - 第71回大阪私学美術展出品　内閣府全国防災ポスター出品　　　
  - 全日本学生美術展出品　まんが王国国際マンガ展出品　など

※2023年10月現在

## 主な卒業生
- 秋月恵美子（女優）※精華高等女学校卒業
- 松木平優太（中日ドラゴンズ）

## 交通
- 南海バス 東中学校前バス停 東へ約400m。
- 南海バス 高山バス停 南へ約700m。
- 南海泉北線 深井駅 南へ約2.5km。
- 南海泉北線 泉ヶ丘駅 北へ約3km。
- 南海高野線 北野田駅 西へ約3km。

## 注脚
1. 1 2 3 4 5  “学校紹介”.   精華高等学校. 2023年4月2日閲覧。